# 大物車

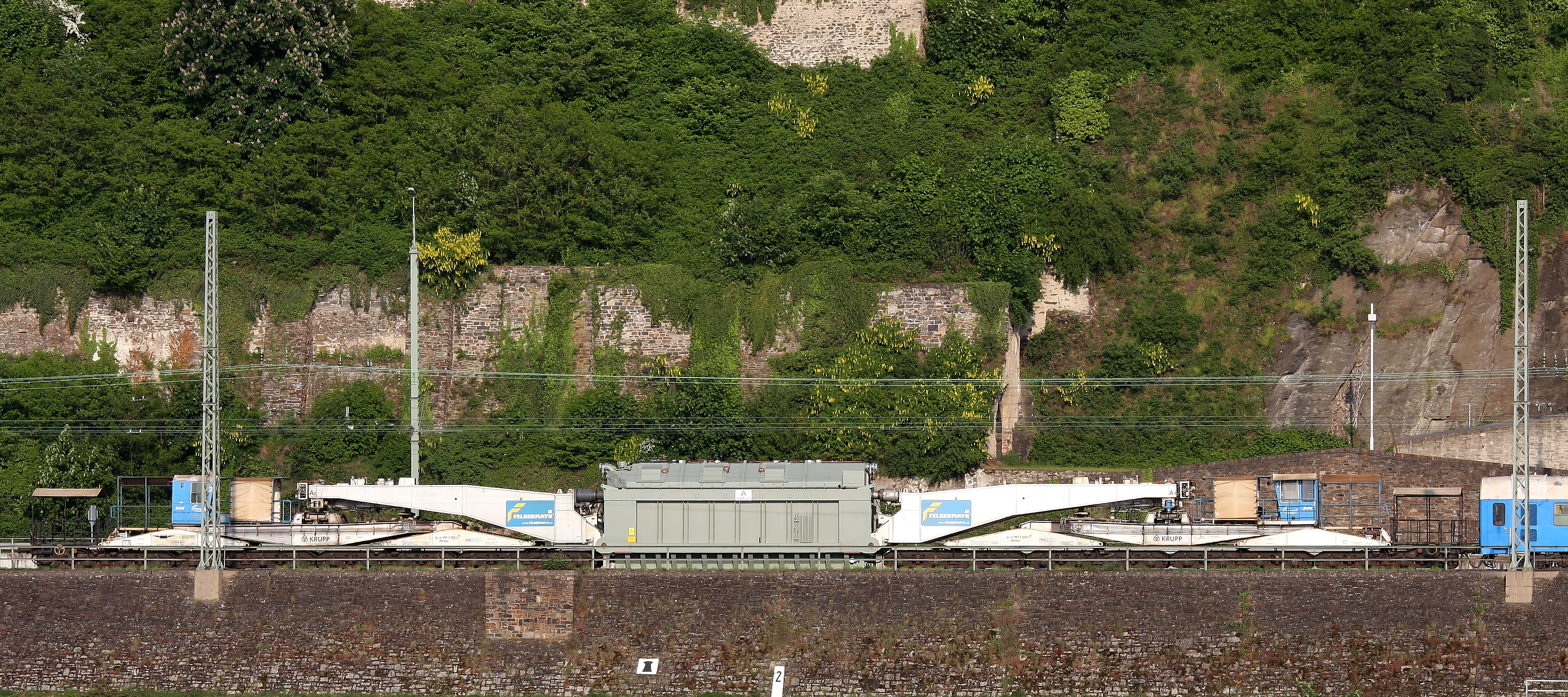
変圧器を輸送中の吊り掛け式大物車（オーストリア連邦鉄道車籍・私有貨車、32軸）。2009年5月2日、ドイツ・コブレンツ付近

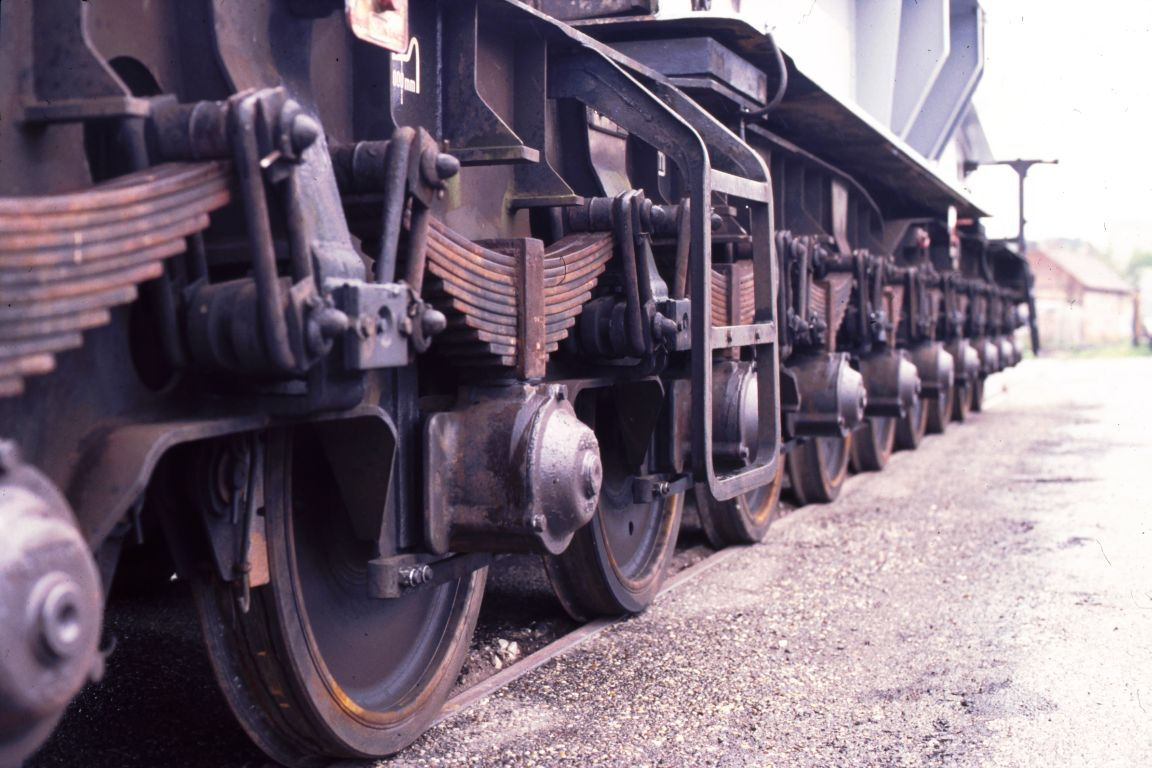
大物車は車軸数の多さが特徴である
（ドイツ鉄道 Uaai 687.9 形）

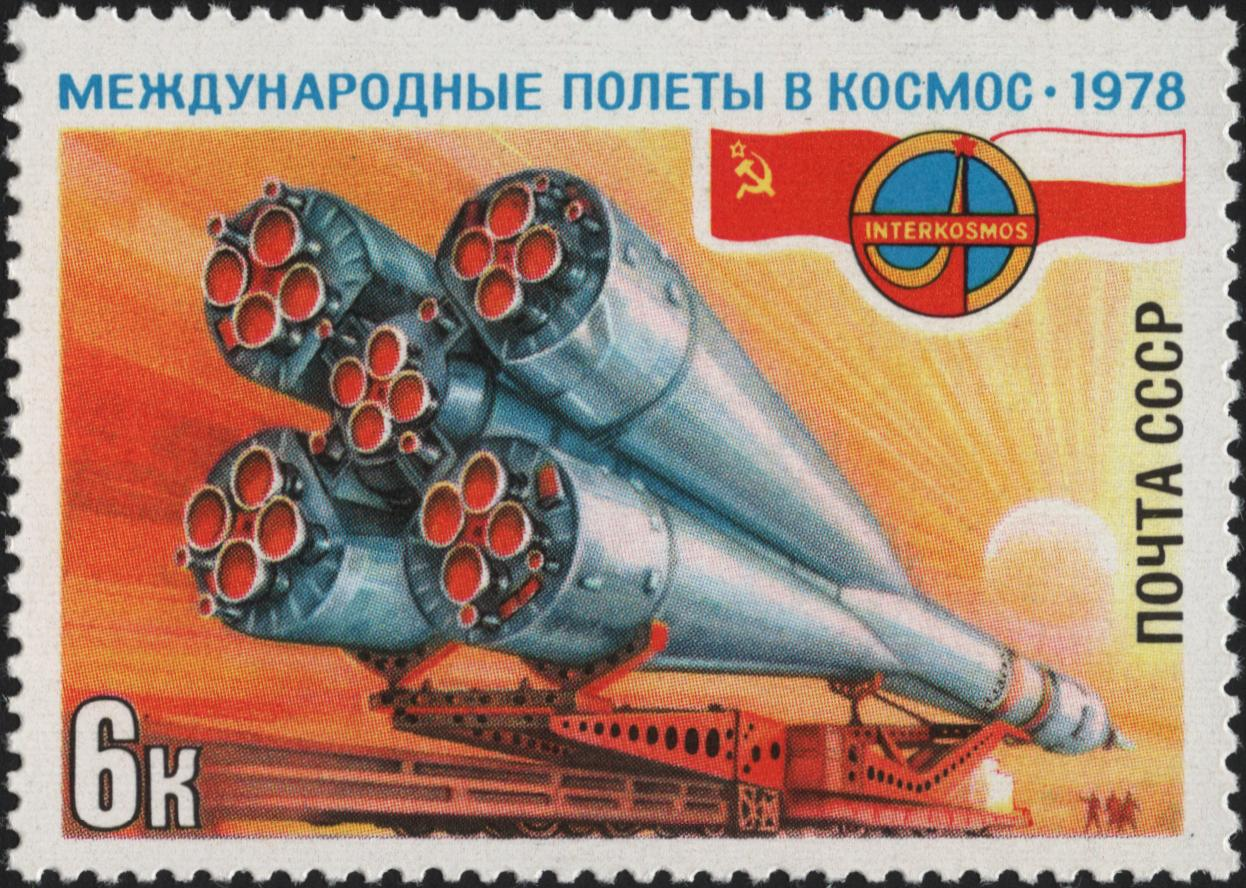
大物車バイコヌール宇宙基地

大物車（おおものしゃ、英語: heavy capacity flatcar / schnabel car）は、特に大型の貨物を鉄道輸送するために設計された貨車の一種である。日本国有鉄道における車種記号は「シ」。長尺貨物を扱う長物車は基本的に床板（台枠）が平板であるのに対し、大物車はそこに収まりきらない外寸（および重量）の貨物を扱うため、後述するような特殊な台枠形状をしている。また、大重量を支えるために多くの車輪を備えた構造になっているものが多い。
大物車に積載する貨物は「特大貨物」と呼ばれる。扱う貨物は、主に発電所用の大型変圧器などである。

## 特徴
大物車は以下のような、他の鉄道車両とは大きく異なる特徴を備える。

### 車両限界（特に高さ方向）を最大限に活用する
狭義の無蓋車や長物車との最大の違いで、後述の特殊な構造はこれに起因する。
なお、旧称に「重量品運搬車」とあるので誤解しやすいが、積載重量自体は重いとは限らず、例として大正2年に作られた日本最初の大物車オシウ30（後のシキ5）は荷重30tで、1年前から製造された石炭車オテセ9500形（後のセキ1形）と同程度の積載荷重である。さらに極端な例ではシ1形の一部の車両は荷重10tで、同時代の2軸無蓋車を下回るが、この形式も体積面では中央部を低くして積荷（電車車体運搬を想定）が車両限界を超えないように配慮されているといった点で、大物車の分類となる。

### 車軸数が多い
大物車に積載する特大貨物は外寸が大きいのみならず、重量も一般の貨物に比べて桁外れに重い場合が多い。一方、鉄道線路には、線区により値に違いはあるが、入線できる車両の軸重に制限値がある。1軸あたりの負担重量の上限値が決められている中で積載重量を大きくとるためには、必然的に車軸数を増加させることになる。通常の貨車に近似である低床式では3軸ボギー×2基 = 6軸等の常識的な車軸数にとどまる場合もあるが、変圧器輸送用の大荷重形式では12軸以上の車軸数を持つことが常となっている。特に荷重が大きい形式ほど、車輪だらけの外観を呈するようになる。ただし、シム20形のように2軸の大物車も存在する。
これら大荷重形式では、多軸ボギー×複数基の走り装置を持つ台枠を前後に配置し、前後台枠の間に主車体を渡して、主車体に貨物を積載する。

### 最高運転速度が低い
大物車は積載物が変圧器などの非常に高価かつ繊細であることが多いので、特大貨物を確実に運搬することを第一義として設計されており、走行性能の高さは二義的なものとなる。また特大貨物列車は荷動きがある時に限り臨時列車として設定されるもので、他列車のダイヤに合わせるために運転速度を高めるべき動機に乏しい。
また仮に大荷重を受け止めた状態で高速運転を行えば、走り装置や軌道には過重な負担がかかり、過熱や狂いの増加などを引き起こし、安全性は低下する。
これらの理由のため、一般に大物車の最高運転速度は、他の車種より低く設定されていることが多い。特に大荷重形式では、積車時は空車時より最高運転速度が低くなる（例：国鉄シキ600形の積車時は 45 km/h 制限）。この低速のため、特大貨物列車は、特に列車本数の多い区間ではほかの列車の少ない深夜帯に運転されることが多い。

## 積載方法による分類

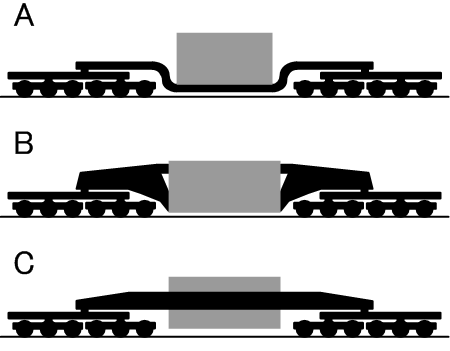
Aが低床式、Bが吊り掛け式、Cが落し込み式。この図では黒い部分が貨車を、灰色の部分が搭載する貨物を示す

大物車は、貨物の積載方法により大きく4種類に分類される。日本国鉄および日本貨物鉄道（JR貨物）ではこれら各タイプにA梁からD梁までの呼称を付している。B梁に相当するものは日本以外も含めてほぼ変圧器専用である。
大物車は一般的な鉄道車両に比較して使用機会が少ない。しかし、使用目的・輸送対象貨物の種類に合わせて搭載部（梁と呼ぶ）は各種のものを用意する必要がある。このことから、台車などの走り装置は共通のものを使い、梁のみを交換して各種の貨物に対応できるようにしてある形式がある。したがって、以下のある分類に含まれる車両が梁の交換によって異なる分類の車両として用いられることもある。

### 低床式（A梁）
弓形梁式とも呼ぶ。台枠は凹型の側面形状をしており、車体前後の台車部分以外は低くなっている。車体上に貨物を上から載せるだけという点では長物車と使用法は変わらない。台車の走行性能は他のタイプに比べるとより通常の貨車に近い。国や鉄道事業者にもよるが、大型貨物自動車を積載するなどの用途もある。貨物の形状や積み方の自由度が高いという利点があるが、折れ曲がった形状の荷受梁を製作しなければならないことから強度的に不利で重量がかさみ、また吊り掛け式や落とし込み式に比べて床の厚みの分貨物の高さに制限を受けるという欠点があることと、自動車でも低床式がトレーラーに置き換えやすかったこともあってトラック輸送の発達で早いうちに置き換えられていった。英語ではdepressed center flatcarなどと呼ぶ。
車体中央に穴が開けられていて、この部分を利用して貨物をさらに低く搭載できるものもある（後述「その他」の低床落とし込み式を参照）。

### 吊り掛け式（B梁）
ドイツ語でくちばしを意味する語からシュナーベル式 (schnabel)、あるいは完全輸送を意味するファールバール式 (fahrbar) とも呼ばれる。ドイツで開発され発展した方式で、車体を前後に分割して、前後の車体の間にまたがるように貨物を積載する。この貨物を挟み込む車体部分をシュナーベルと呼び、シュナーベルの下部にヒンジが備えられていて、これと貨物に設けられたヒンジを組み合わせて吊り掛けるようになっている。シュナーベルの上部は前後から強く貨物を押し付けるようにして貨物全体を拘束する。貨物の容器自体があたかも貨車の一部であるかのようにして走行することになる。このことから、貨物の種類によって車体の全長が変化する。また、貨物を搭載しないときはシュナーベルのヒンジ同士を直接つないで車体同士を連結して回送する。搭載する貨物の重量に比して貨車の軽量化が可能で、車両限界をいっぱいに使って貨物を輸送できることから、最大の搭載量を持つ貨車はこの方式である。しかし、貨物の容器自体にも相当の剛性を有することが要求される。英語ではtransformer carなどと呼ぶ。

### 落し込み式（C梁）
太い両側材からなる主車体を高い位置に掲げ、両側材の間の空所に上方から貨物を落とし込み、主車体に抱えられるように積載する。幅の狭い貨物に向く。分割落とし込み式と呼ばれる形態では、この両側の梁を走り装置から分離することができるようになっており、搭載する貨物の側に梁を取り付けてから走り装置のところまで横移動させ、とりつけることで走行状態にすることができるので、積荷を吊り上げる必要がなくなる。なお、低床式では積載部を外せるものを「分割低床式」として梁を通常のものとAとDで分けてあるが、落とし込み式は分割の有無にかかわらず梁識別記号は「C」となる。
吊り掛け式に比べると、同じように低床式より積荷の高さが多く取れるほか、吊り掛け式と違い積荷自体の強度を要求されないという利点があるが、輸送することのできる貨物の幅に制限を受けるという欠点がある。英語ではwell hole carという。
また、自動車ではこの形式の採用が困難なため、低床式が大型トレーラーに置き替えられた後も使用され続けた。
なお、日本ではこの形式の車両が生まれるのが遅く昭和10年のシキ80形が第一号になるが、これ以前にこの形式の貨車が必要な大物輸送があった場合は材木車2両に積荷を支える棒をつけた後、積荷をそこに駕籠のようにぶら下げて運搬したり、九州地方の石炭車（セラ1形など）も落とし込み式同様に炭箱を台枠中央の空洞に落としこんでいるため、これの炭箱を外して使用しており、シキ80形完成後もこれが乗り入れ不可能な社線などではこういった代用車を使うケースがあったものの、専用の物に比べれば当然積載力はおとり、石炭車代用の場合1台の改造に昭和16年時点で50円の改造費用が掛かり、セム級を改造した場合で開口部の大きさが長さ3500㎜・幅900㎜程度しか取れず、二軸車のため積載量10tほどの制限を受けた。
これ以外に海上用ISOコンテナを2段積みする、アメリカのダブルスタックカーの下段となるコンテナを積載する構造は、落し込み式の大物車に類似する。

### 分割低床式（D梁）
低床式のうち、低床部分を分割できる方式である。低床部分に貨物を搭載してから、横移動させて走り装置に取り付けて走行状態にすることができる。

### その他
国鉄での分類は上記4種類（後に車運車にカテゴリーされたもの除外）だが、車運車を含めてもどれとも言い難いものもあり、吉岡心平『大物車のすべて（上）』で言われている便宜上の分類を上げる。
低床落とし込み式。
弓形梁式の一種で、低床中央部にさらに穴が開いている構造。欧米の大物車に広く見られるが、荷重がかかる低床部分の台枠中梁の省略で通常の低床式よりさらに車体強度が下がるため、日本ではシム20形（旧、鶴見臨港鉄道シム110形）と初期のシサ1形の2形式のみである。
シキ1000のD梁は国鉄では分割低床式扱いだったが、D1梁は中央部の幅1100㎜の床板（補助横梁）が3枚に分かれて持ち上げる部分直前まで取り外し可能になっており、D2梁は床面はすべて固定だが中央部に長さ1580㎜×幅1000㎜の穴が最初から設けられているなど、これの発展形に近い構造になっている。
平床式
弓形梁式の一種で、一見長物輸送用に見えるタイプ。材木車型と長物車型に大きく分かれる。
材木車型は2両連結で使用し、両者の回転枕木に積荷をかけ渡して輸送する物。英語ではbolster carなどと呼ばれる。
長物車型は、長物車と外観上の違いは見られないが、私有貨車の車籍編入時に便宜上大物車とされた物。英語でも特に大きなものを乗せる長物車は、低床式などでなくても通常と区別してheavy duty flatcarと呼ぶことがある。
その他
私有貨車を編入する際に、適切な車種がなかったため便宜上大物車に分類したもの。
自動車を搭載する無蓋タイプの車運車も日本では1965年（昭和40年）に称号規定を改正するまで適切な分類がなかったことから、大物車に分類していたことがある。
- 電車車体運搬車の亜種で「モノレール」という特殊な車両運搬に対応すべく「ボギー台車の間をモノレール用のレールがまたがる」構造をとったシム1形の16・18・19（＝シム200形の216・218・219）。
- 事実上はコンテナ車の一種だが、私有貨車でエチレン積フレキシバン専用のためコンテナ車扱いにならず大物車になったシキ1形（2代目）。
- 製鉄所の溶けた鉄を運ぶ鍋車（外見は低床式に近い）が国鉄線路で運ばれる都合上、大物車になった日本鋼管の私有貨車シキ200形（初代・2代目ともに）

## 構造
貨物を搭載する部分の構造は梁の種類によって大きく異なるので分類の欄で示す。大物車の走り装置の部分は多くの台車で構成されており、それらを組み合わせてうまく荷重を分散させ、また機関車の牽引力を伝達できるような構造になっている。
搭載する荷重が増加すると、車軸を増やして1軸あたりの荷重を線路が耐えうる範囲に収める必要がでてくる。このことから当初は2軸よりも多数の車軸を備えた多軸台車が設計されて用いられた。しかし多軸台車では曲線を走行する際に一部の車輪のフランジがレールに強く当たることが問題となり、次第に複数の台車を組み合わせる方式に移行した。
複数の台車を組み合わせた方式では、曲線走行時に複数の台車間の位置変化を吸収するために、台車と荷受梁の間に中間の構造が設けられている。この構造を枕枠と呼ぶ。枕枠には下部に台車の心皿と組み合わせられる部分があって荷重を伝えながら台車と枕枠の相対的な回転運動を許容しており、また枕枠の中央部分に荷受梁の荷重を受けながら相対的な回転運動を許容する心皿がある。
さらに台車が増加すると、枕枠と台車の間にもう1段階の構造が追加される。これを台車上枠と呼ぶ。台車上枠の下部には台車の心皿がきて、また上部には枕枠を支える心皿がある。台車上枠を備えた大物車でも、枕枠の下部のうち一方は台車上枠に荷重を伝えるが、もう一方は台車に荷重を伝える構造のものもある。
心皿は、梁や台枠と台車の間で荷重を伝達しながら回転を許容する仕組みになっている。しかし車種によっては、荷重を伝達する部分と回転中心を別に持つような構造になっているものもある。
連結器は、台車上枠があるものでは台車上枠に、台車上枠がなく枕枠があるものでは枕枠に、枕枠がないものでは台枠に取り付けられているのが一般的であるが、中には台車枠に取り付けられているものもあった。機関車からの牽引力の伝達はきわめて複雑であり、心皿の浮き上がりや脱落が発生したり、蛇行動やローリングを引き起こして輪重の不均等から脱線を引き起こす危険性がある。こうした問題への対処としてローリング抑制装置などが設けられているほか、上述した設定最高速度の制限もこれを一つの理由とする。

## 日本における主な形式

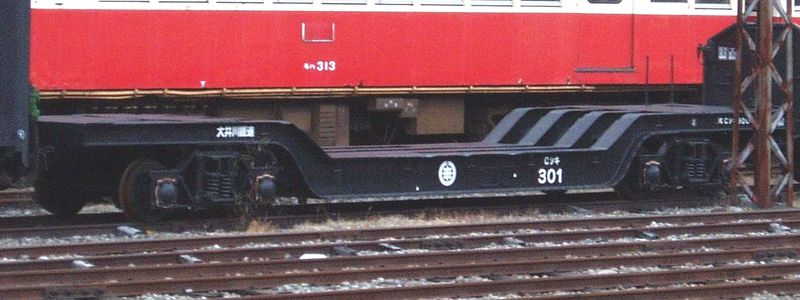
大井川鐵道cシキ300形・cシキ301号
（低床式、荷重 25 t）

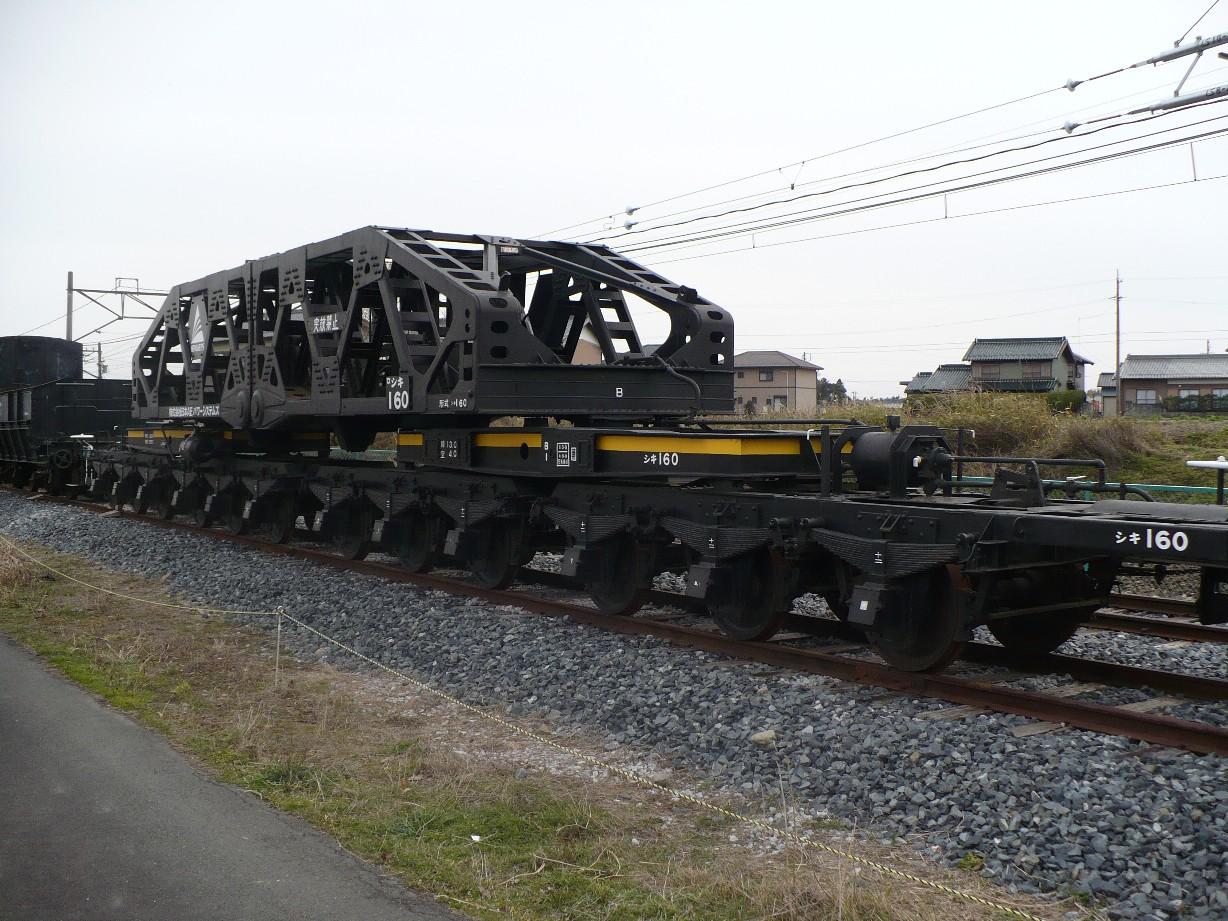
国鉄シキ160形・シキ160号
（吊り掛け式、荷重 130 t）

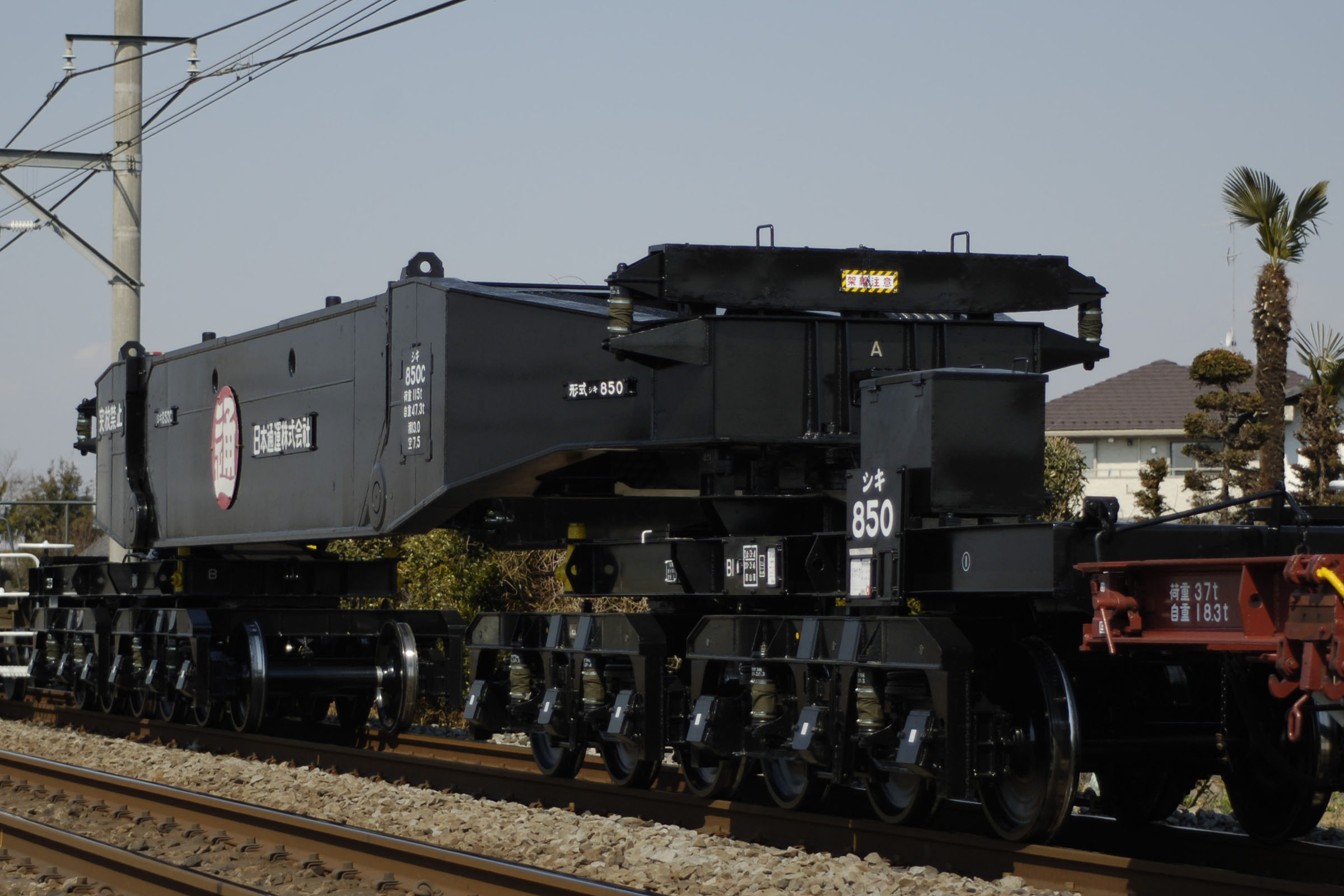
JR貨物シキ850形・シキ850号
（落し込み式、荷重 115 t）

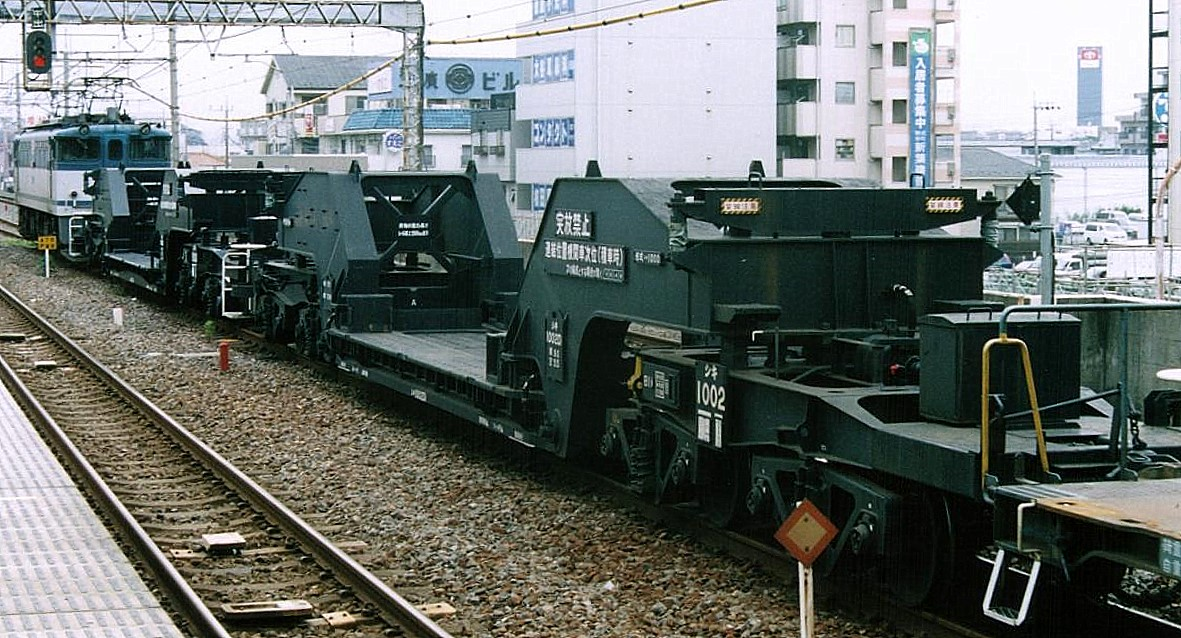
JR貨物シキ1000形・シキ1002号
（分割低床式、荷重 55 t）

日本において、2020年現在使用されている大物車は、シム1形を除き全てシキ級である。これはJR貨物が、自動車輸送と競合する30t級以下は不利と判断して荷重が30tに満たない形式は、電車輸送に使用するシム1形以外継承しなかったためである。
大物車の形式記号「シキ」は、「シ」が普通貨物では輸送することができない重量物を輸送するときに用いる貨車としての記号、「キ」は積載可能な荷重が25トン以上であることを示す。
シキ700形は自重 111.4 t、荷重 280 t、28軸を有し、狭軌鉄道用では世界最大とされる貨車である。
形式名の後の括弧内は車両の所有者。所有者が鉄道事業者でないものは私有貨車である。一部の形式は、同一車両で複数の積載方法を選択できる構造になっている。この場合、梁にはその梁の種類を示すアルファベットの記号を車両形式末尾に付加して表記している。たとえば、シキ290形の場合A梁・B梁・C梁があるので、A梁には「シキ290A」と表記されている。また同じ分類の梁を複数持っている形式もあり、たとえばシキ1000形の場合D梁が2つあるので、「シキ1000D1」「シキ1000D2」のように表記されている。
- 低床式（A梁）
  - シ1形/シ200形（汽車製造・川崎造船所→川崎車輛・ナニワ工機→アルナ工機<シ200形は除外>・東洋工機）
  - シ10形（田中車輛→近畿車輛）
  - シム1形（日本車輌製造・日立製作所・新潟鐵工所・東急車輛製造）
  - シキ5形（日本国有鉄道）
  - シキ15形（日立製作所）
  - シキ30形（日本国有鉄道）
  - シキ40形（日本国有鉄道・陸軍造兵廠→日本国有鉄道）
  - シキ60形（日本国有鉄道） ※落込式荷受梁（C梁）の他、2両に跨いで運ぶ専用受梁と共用、分解して台車部分を平床式材木車型に使用可能。専用受梁は陸軍省所有。
  - シキ70形（日本国有鉄道）
  - シキ100形（日本国有鉄道）※吊掛式荷受梁（B梁）と共用する。B梁は富士電機所有。
  - シキ115形（三菱電機）
  - シキ120形（三菱電機）※吊掛式荷受梁（B梁）落込式荷受梁（C梁）と共用する。
  - シキ180形（日本国有鉄道→JR貨物）
  - シキ310形（日本国有鉄道）
  - シキ500形（日本国有鉄道→JR貨物）
  - シキ550形（日本国有鉄道→JR貨物）
  - 大井川鐵道cシキ300形（中部電力）
  - 黒部峡谷鉄道オシ形
  - 黒部峡谷鉄道シ形
- 吊り掛け式（B梁）
  - シキ140形（日立製作所）※低床式荷受梁（A梁）と共用する。
  - シキ160形（富士電機→日本AEパワーシステムズ）
  - シキ170形（東芝）※低床式荷受梁（A梁）と共用する。
  - シキ280形（富士電機→日本AEパワーシステムズ）
  - シキ290形（明電舎・高岳製作所） ※低床式荷受梁（A梁）落込式荷受梁（C梁）と共用する。
  - シキ300形（日立製作所） ※低床式荷受梁（A梁）と共用する。
  - シキ370形（明電舎）
  - シキ400形（三菱電機）
  - シキ600形（富士電機→日本AEパワーシステムズ）
  - シキ610形（東芝物流・日本通運）
  - シキ670形（三菱電機）※落込式荷受梁（C梁）と共用する。
  - シキ700形（日立製作所）
  - シキ800形（日本通運・東芝物流） ※落込式荷受梁（C梁）と共用する。
- 落し込み式（C梁）
  - シキ20形（神戸製鋼所）
  - シキ25形（東芝）
  - シキ80形（日本国有鉄道）
  - シキ90形（日本国有鉄道・東芝）
  - シキ190形（日立製作所）
  - シキ195形（東芝）※低床式荷受梁（A梁）と共用する。
- 分割低床式（D梁）
  - シキ130形（東芝）
  - シキ150形（北海道人造石油→日本人造石油→滝川化学工業→運輸機材→国鉄）※151は昭和27年タンク車に改造。
  - シキ850形（日本通運） ※落込式荷受梁（C梁）と共用する。
  - シキ1000形（日本通運→JR貨物）
- 低床落とし込み式
  - シム20形（芝浦製作所）
  - シサ1形（酒井鉄工所→東京芝浦電気）※後に通常の低床式に改造。
- その他
  - シキ1形（初代）（国鉄）平床式材木車型
  - シキ35形（新三菱重工業）平床式材木車型
  - シキ180形（初代）（アメリカ陸軍輸送隊）平床式長物車型
  - シ1/シム200形の一部の形式（日立製作所）モノレール輸送梁型
  - シキ1形（2代）（丸善石油）コンテナ車
  - シキ200形（初代/2代目）（日本鋼管）鍋車

## 他の輸送手段の比較
大物車で輸送されるような特大貨物は、他にトレーラーや貨物船で輸送されることもある。これらの輸送手段との長短は以下の通りである。
トレーラー / トラック
他の輸送手段と比べて、輸送費用が最も安価である。しかし、貨物の大きさや重量に厳しい制限を受け、輸送経路上の障害物や特に橋の重量制限について慎重に確認を行い、所轄の警察署などの許可を取る必要がある。また、関越トンネルなどの長大トンネルの走行についても厳しい制限を受ける。→車両輸送#道路上の陸送を参照。
船舶
貨物の大きさや重量に関する制約がほとんどない。ただし海上しか輸送できないので、輸送元・輸送先が海（港）に近くなければならず、港から離れている場所へはトレーラーなどの補助の輸送手段を使わなければならないことになる。
鉄道
トレーラーに比べると大きさや重量の制約が緩い。また輸送先は船舶より柔軟である。しかし鉄道路線上を低速で走らなければならないことからダイヤの調整が必要であり、輸送計画に1年以上を費やすこともある。
これらの特大貨物は、設計の段階でどのような輸送手段を用いるかをよく検討しておく必要がある。輸送手段に合わせて貨物の大きさや筐体の強度などまで専用に設計されている。